# 吉見義明
吉見義明（1946年—），日本歷史學家，生於山口縣，日本中央大學商學部教授、日本戰爭責任資料中心代表。專攻領域為日本近現代史。以日本的戰爭責任問題、戰時的民眾社會及其戰爭體驗之歷史為主要研究對象，尤其以慰安婦和日軍毒氣戰的研究而聞名。
2009年3月，吉見義明、西野瑠美子與林博史共同發起成立戰爭暨女性人權博物館。
2014年6月2日，日軍慰安婦問題亞洲團結會議開會發表建言聲明，吉見義明在會上展示近年在海内外新发现的日军慰安妇资料；吉見義明說，第2次安倍內閣号称要检证河野谈话真伪，这些新发现的档案才是日本政府应该着手调查和检证的材料，他将把其中529个文档提交日本政府。

## 簡歷
- 1970年 東京大學文學部國史學科畢業
- 1972年 東京大學大學院人文科學研究科國史學碩士課程修畢
- 1973年 東京大學大學院博士課程肄業
- 1973年 東京大學文學部助手
- 1976年 日本中央大學商學部專任講師
- 1977年 日本中央大學商學部副教授
- 1988年 日本中央大學商學部教授